# Graffenrieda fantastica
Graffenrieda fantastica là một loài thực vật có hoa trong họ Mua. Loài này được R.E. Schult. & L.B. Sm. mô tả khoa học đầu tiên năm 1949.